# Валантен де Булонь
Валанте́н де Було́нь (справжнє ім'я Жан Валантен, англ. Jean Valentin, Valentin de Boulogne; бл.1591 — 1632) — художник доби бароко в Римі, француз за походженням. Малював релігійні картини і побутові сцени. Один з найкращих і талановитих караваджистів. Італійці вважають його представником римської школи живопису і своїм художником.

## Біографія
Народився в містечку Куломм'є. Його хрестили в паризькій церкві Сен Дені 3 січня 1591 року. Отже, швидше за все він народився в грудні 1590 року, а хрестини відбулись після одужання матері. Його прізвище пов'язують з містом Булонь-сюр-Мер. Походив з родини художників, його батько і дядько були живописцями. Ймовірно, що перші художні навички він здобув від них. Можливо, встиг попрацювати в Парижі чи королівській резиденції Фонтенбло.
В Італію він прибув у 1613–1614 роках з доброю навичкою живопису, яку вдосконалив в Римі. Перші документальні свідоцтва перебування художника в Італії належать до 1620 року, коли він позначений в парафії римської церкви Санта Марія дель Пополо.
Найбільший вплив на Валантена як художника мали твори Караваджо, його послідовника Бартоломео Манфреді і Симона Вуе. Мав колористичні здібності. Відрізнявся драматичним світосприйяттям і добре передавав у живопису трагічні біблійні сюжети.
На його обдарованість звернула увагу впливова римська родина Барберіні, з котрої походив папа Урбан VIII. Племінник папи римського Франческо Барберіні замовив художнику 1626 року «Алегорію Італії», що збереглася донині. Валантен де Булонь брав участь у роботах з декорування собору Св. Петра разом із Ніколя Пуссеном та Симоном Вуе.
До 1632 року мешкав і працював у Римі, де й помер.
Брав у власну майстерню учнів. Серед офіційно занотованих учнів Валантена де Булоня — художник Ніколя Турньє та скульптор П'єтро Франкавілла.

## Окремі твори
Докладніше:
- Чотири пори людського життя
- Банкет з музикою
- Концерт

## Галерея

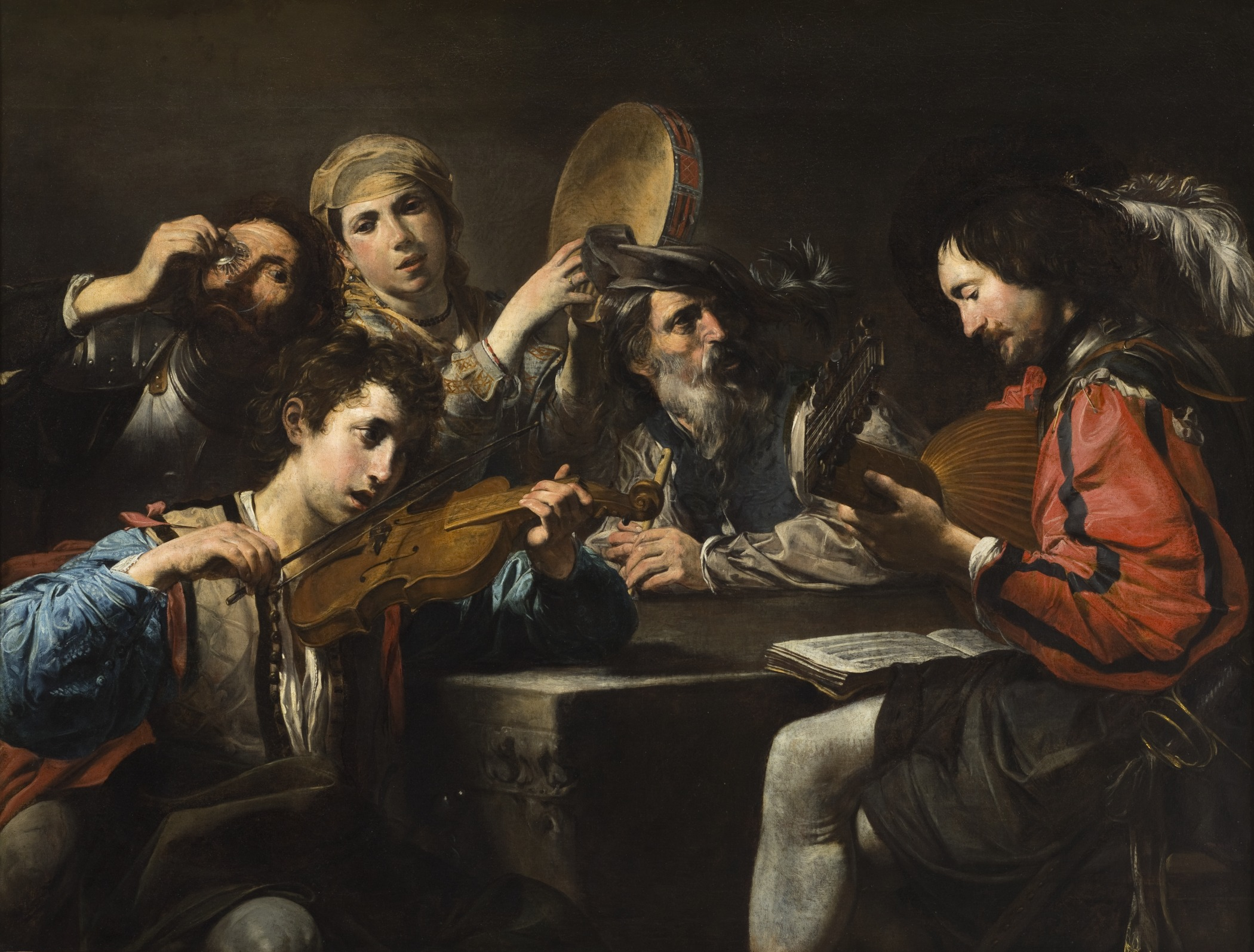
«Музикування», 1626 р. Музей мистецтв округу Лос-Анжелес

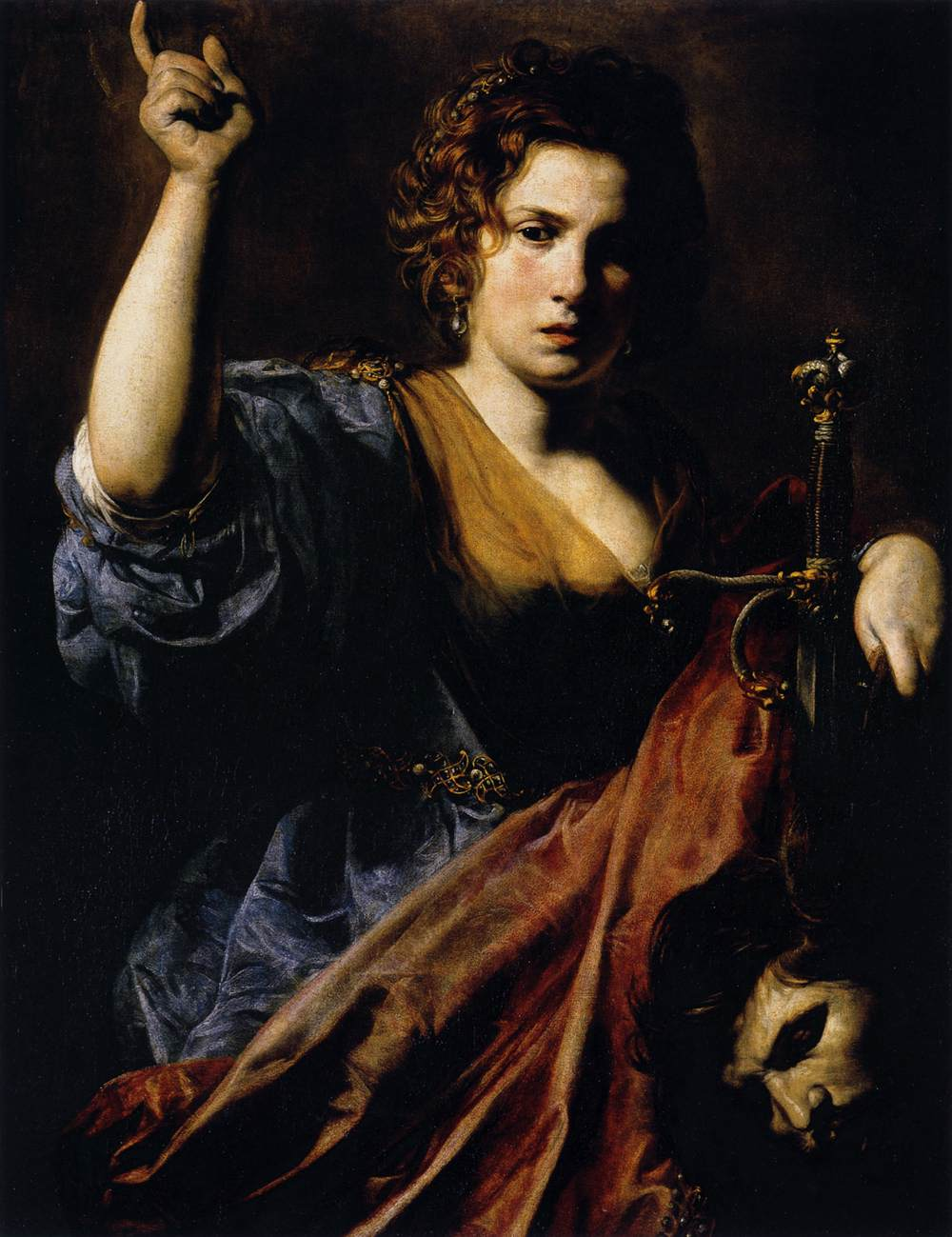
Юдита з головою Олоферна, Музей августинців, Тулуза, Франція
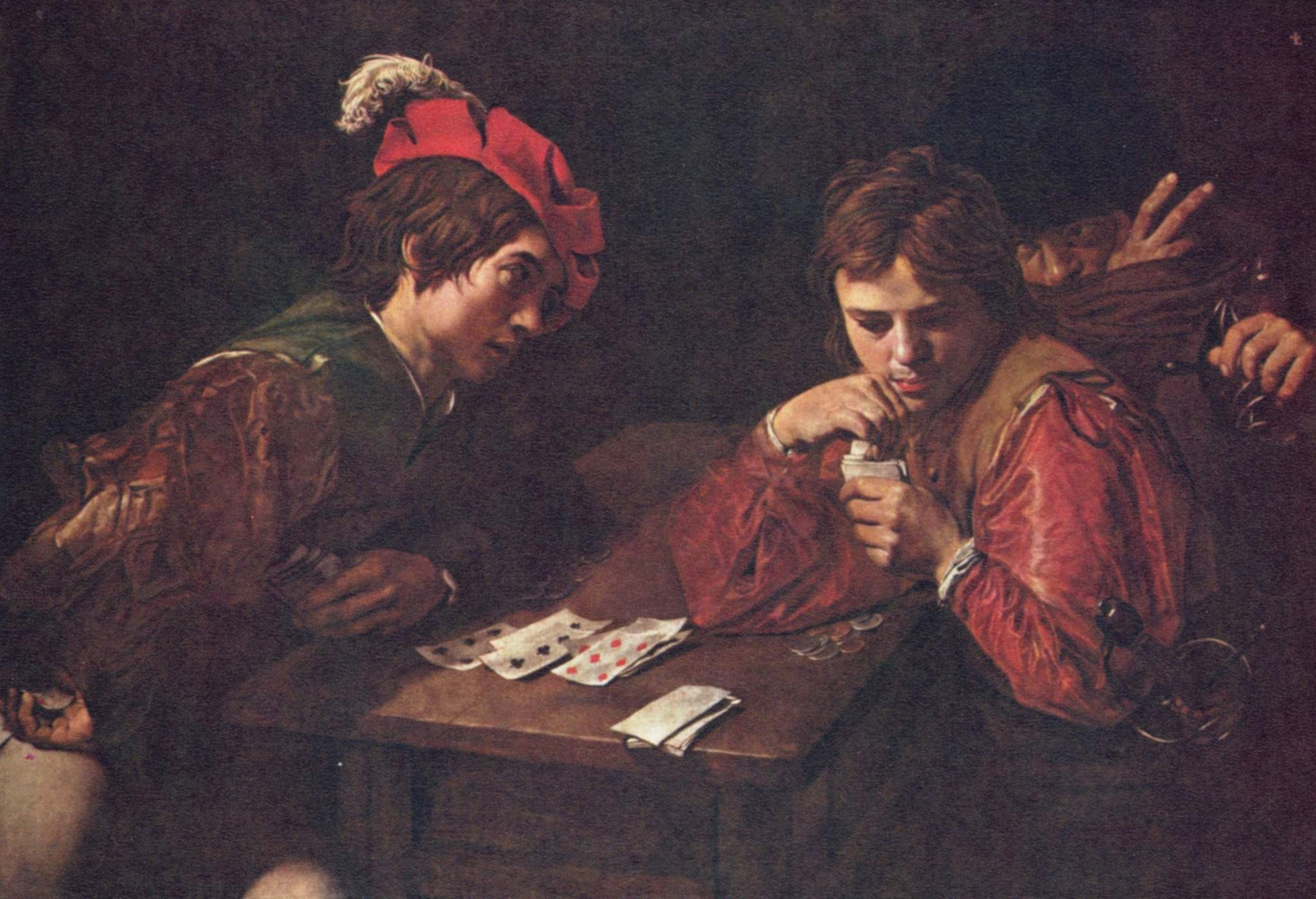
Картярі-шулери, бл.1630 р. Дрезден.
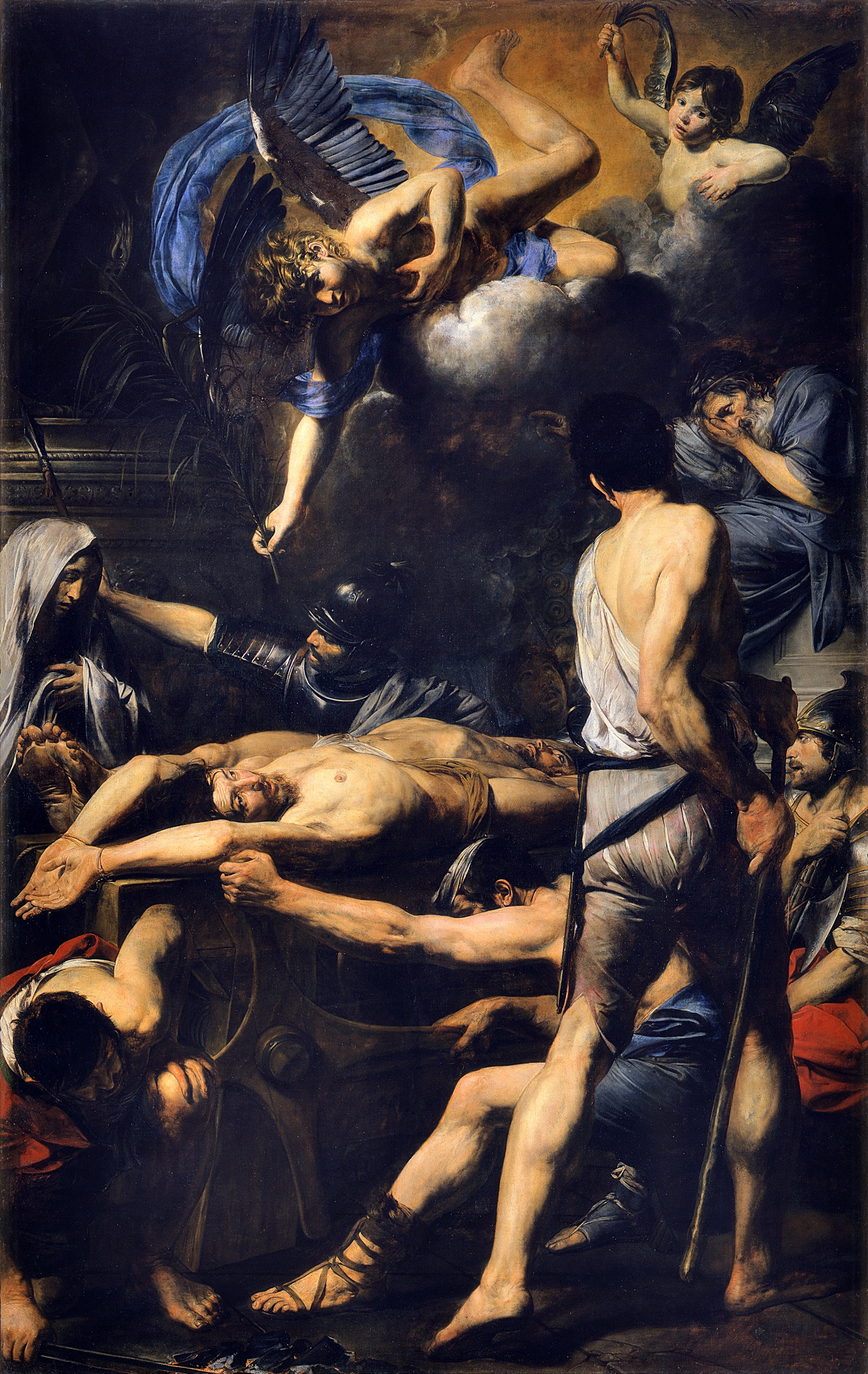
мучеництво Святих Мартіріана і Процессуса, 1629 р.
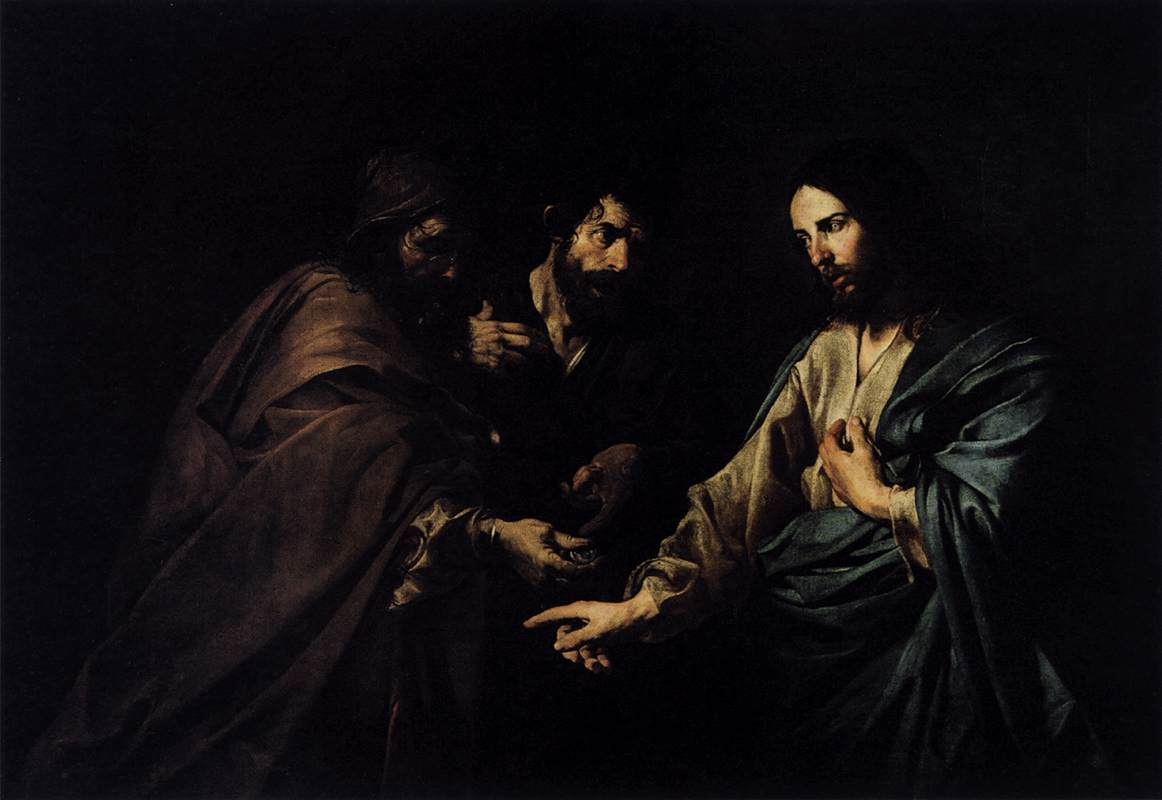
Динарій кесаря
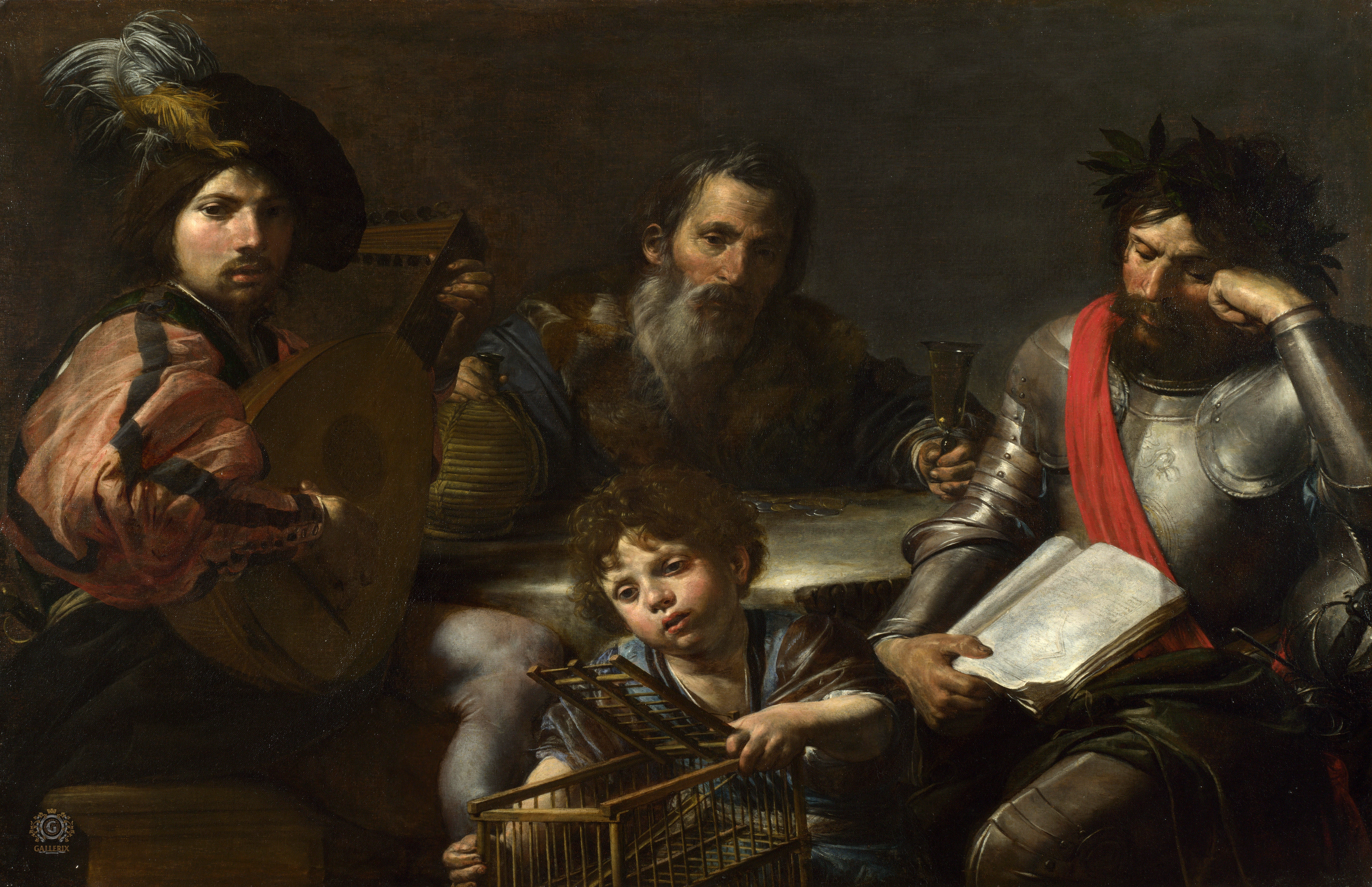
Чотири пори людського життя
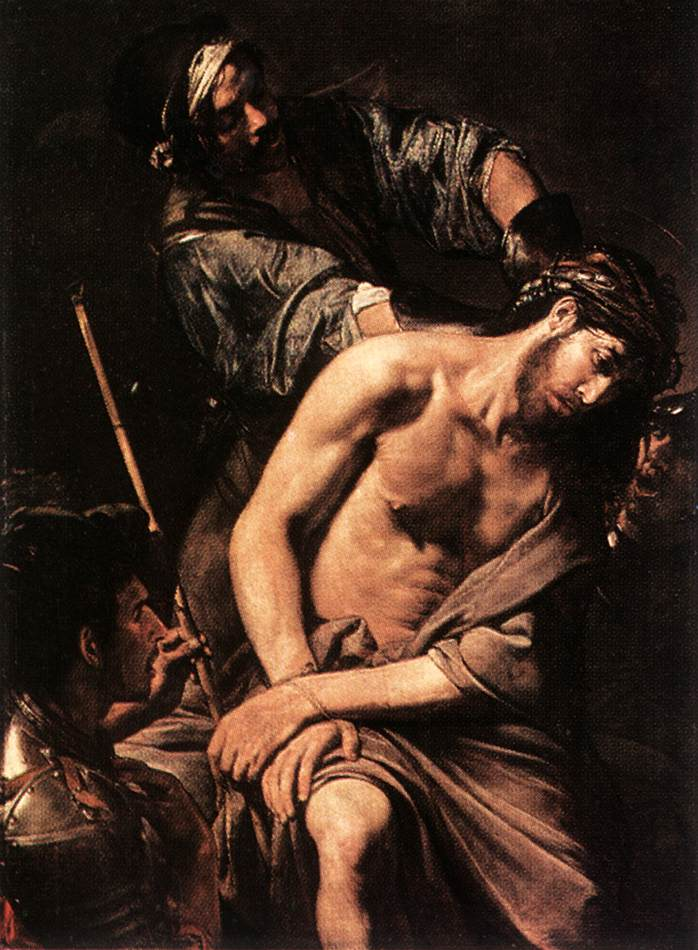
Увінчання Христа терновим вінцем
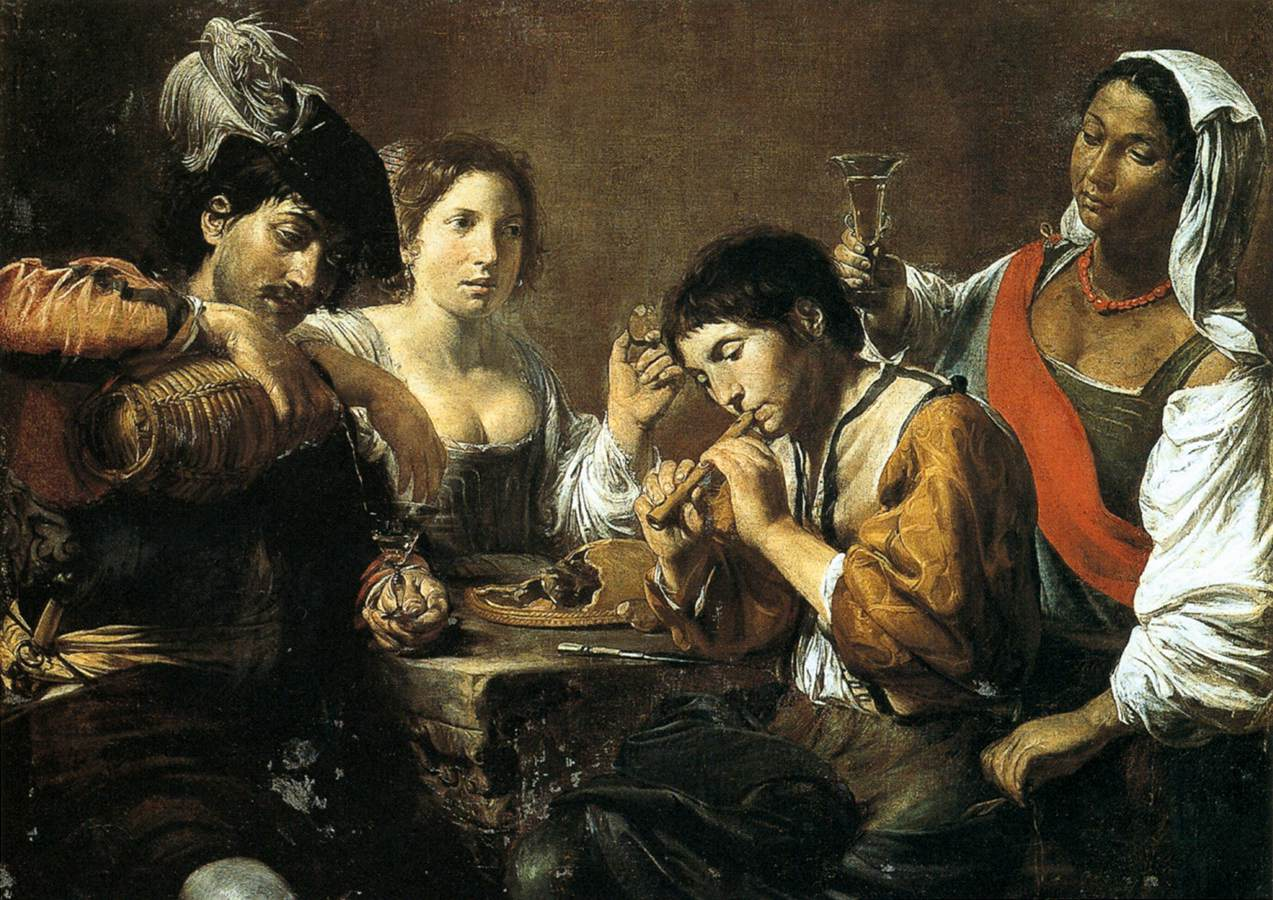
Бенкет з музикою

## Перелік сюжетів картин Валантена де Булонь

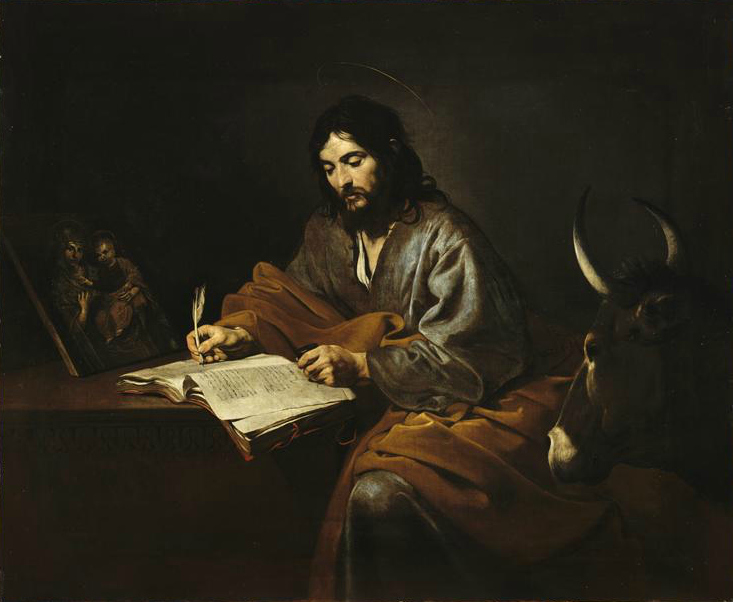
Валантен де Булонь. «Євангеліст Лука». Перша третина 17 ст.

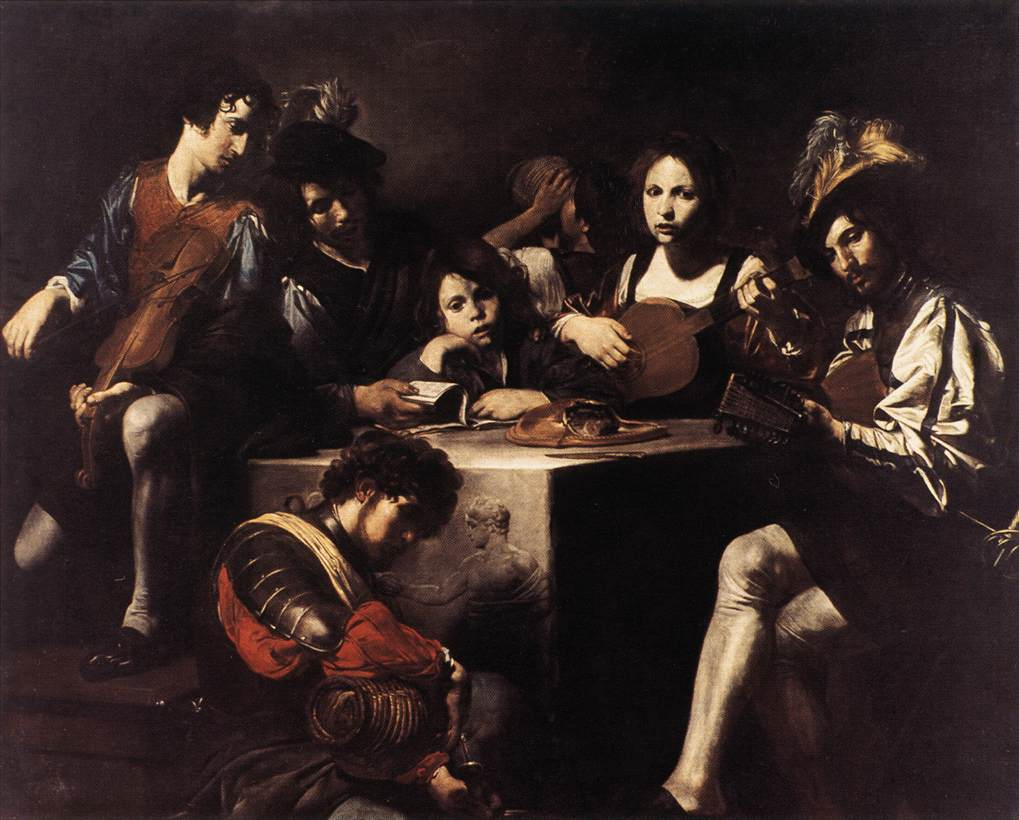
Концерт (Валантен де Булонь), Лувр, Париж

- «Таємна вечеря», Національна галерея старовинного мистецтва (Рим)
- «Христос жене з храму торгашів» (різні варіанти)
- «Апостол Петро зрікається Христа» (різні варіанти)
- «Динарій кесаря», Версаль
- Серія «Чотири Євангелісти», Версаль
- «Увінчання Христа терновим вінцем», Стара Пінакотека, Мюнхен
- «Мучеництво Св. Лаврентія», Прадо, Мадрид
- «Іван Хреститель», ц-ва Санта Марія ін Віа, Камеріно
- «Мучеництво Св. Мартіріана і Процессуса»
- «Бог робить із Савла апостола Павла»(різні варіанти)
- «Юдита відрубує голову Олоферну», Національний музей мистецтв, Ла Валетта
- «Юдита з головою Олоферна», Музей августинців, Тулуза
- «Суд царя Соломона», Лувр, Париж
- «Давид з головою Голіафа», музей Тіссена-Борнемісса, Мадрид
- «Картярі-шулери», Дрезденська картинна галерея
- «Ворожка», (різні варіанти)
- «Бенкет з музикою»,
- «Концерт», Лувр, Париж
- алегорія «Чотири пори людського життя», Національна галерея, Лондон
- «Мойсей зі скрижалями Бога»
- Портрет Рафаелло Менікуччі

## Країни світу, де зберігають твори Валантена
- Австрія
- Велика Британія
- Іспанія
- Італія
- Німеччина
- Росія
- США
- Франція